# Holley River
Holley River är ett vattendrag i Australien. Det ligger i delstaten Tasmanien, i den sydöstra delen av landet, omkring 100 kilometer väster om delstatshuvudstaden Hobart.
I omgivningarna runt Holley River växer i huvudsak städsegrön lövskog. Trakten runt Holley River är nära nog obefolkad, med mindre än två invånare per kvadratkilometer. Genomsnittlig årsnederbörd är 1 573 millimeter. Den regnigaste månaden är september, med i genomsnitt 197 mm nederbörd, och den torraste är februari, med 62 mm nederbörd.